# Герб Пулинського району
Герб Пулинського райо́ну має форму щита, в нижній частині щита на золотому полі три зелені шишки хмелю з двома листочками та синя квітка льону з золотою серцевиною, під ним дві червоні стріли, одна скошена вниз, інша вверх. У верхній частині щита на синьому фоні летить білий лелека з червоним дзьобом і лапами, чорними перами на крилах і хвості.

## Символіка герба
Пулинський район розміщений на землях, на яких в давнину жили Древляни. Селище міського типу Пулини відоме з середини ХІІ століття під назвою «Чортоліси» від назви непрохідного лісу, що буяв у давнину на території району і називався «Чортовим». Територія и поселення нинішньої території району належали боярам Житомирського замку. З 1578 року населений пункт згадується в історичних документах під назвою «Пулини». В другій половині XVIII століття Пулини належали Київському хорунжому Яну Ганському та його дружині Зофії. Після їх смерті селище перейшло у володіння їх сина Вацлава Ганського. З 1935 року селище має сучасну назву.
На території району знайдено залишки поселення, що датуються ІІІ тисячоліттям до н. е. та поселень часів Бронзової доби.
Сьогодення району пов'язане з аграрним сектором економіки. Специфіка ґрунтів та клімату району сприяють вирощенню льону, хмелю та зернових, особливо — жита. Хміль на території району почали вирощувати чехи-колоністи з 1865 року.
Кольорова гама та символи герба пов'язані з його історією та традиціями.
Фон Герба Пулинської землі золотисто-синій. На верхній третині Герба синього кольору, що символізує чисте, мирне небо та водні багатства Поліського краю, зображено летючого лелеку. Цей сніжно-білий птах з чорним оперенням є символом вірності, добра та щастя.
Нижня частина Герба золотистого кольору символізує сонце та золотисті лани жита, традиційної культури краю. В центрі нижньої частини Герба зображено синю квітку льону, оповиту шишками та листками хмелю. Ці культури є традиційними для нашого краю і завжди приносили прибуток і достаток людям, що тут мешкають.
Стріла, нахилена вниз з права до центру, символізує мирний жест наших предків. Стріла, направлена вверх з центру вліво, символізує готовність до захисту та оборони краю, а також символізує заняття наших предків мисливством, що в умовах «Чортового лісу» було необхідним для виживання.
Білий колір на Гербі символізує чистоту і благородність населення району, малиновий колір символізує приналежність до Козацького роду.
Автор герба — В. С. Дзюбенко.
Затверджений рішенням одинадцятої сесії 5-го скликання від 21.08.2007 р. № 108